# Lubu (peuple)
Pour les articles homonymes, voir Lubu.
Les Lubu sont une population d'Indonésie vivant dans la région du mont Kulabu, à la limite des provinces de Sumatra du Nord et Sumatra occidental, au nord-ouest de la ville de Lubuk Sikaping. Ils sont au nombre de 30 000 en 1981.
Leurs voisins les rangent dans l'ensemble qu'ils nomment Kubu, un exonyme qu'ils n'utilisent pas eux-mêmes.
Les Lubu sont musulmans et parlent le lubu.